# Лабуткін Дмитро Віталійович
Дмитро́ Віта́лійович Лабуткін (11 грудня 1986 у м. Кременець  — 16 лютого 2015, у районі Дебальцевого Донецької області) — український військовий кореспондент, капітан 3-го рангу ВМС ЗСУ (посмертно), заступник редактора Телерадіокомпанії Міноборони України «Бриз».
Загинув під час боїв за Дебальцеве, збираючи фотоматеріали про російську присутність для переговорної групи у Мінську.

## Життєпис
Народився у м. Кременець у родині військовослужбовця. До дев'ятого класу навчався в Білокриницькій загальноосвітній школі та Кременецькому ліцеї. Закінчив Тернопільську загальноосвітню школу № 23 та Львівський інститут Сухопутних військ Національного університету «Львівська політехніка». Проходив службу в Севастополі.

### Російсько-українська війна
Навесні 2014 року після окупації Криму російськими військами виїхав з Криму до Одеси.
21 січня 2015 року Дмитро Лабуткін у чині капітан-лейтенанта прибув до Краматорська та поїхав на передову як спецкореспондент сектору «С».
5 лютого Дмитро Лабуткін знімав матеріал про захоплений бійцями 128-ї гірсько-піхотної бригади трофейний російський танк Т-72 під Дебальцевим.
У місті Дебальцеве Дмитро провів зйомки та зібрав фотоматеріали для переговорної групи у Мінську, мав повертатися з ними до Києва. Зник 16 лютого 2015 року у районі Дебальцевого разом із розвідгрупою ЗСУ, яку очолював капітан 3-го полку спецпризначення Юрій Бутусов, після обстрілу колони, якою вночі вивозили поранених у напрямку Артемівська. Дмитро перебував у БТР, що рухався у складі колони.
19 лютого проросійські бойовики надіслали дружині Дмитра відео із записом з місця бою обабіч залізничної колії, де були тіла загиблих поряд із розбитим БТРом. Пізніше інформацію про смерть кореспондента підтвердила волонтер «Офіцерського корпусу» Алла Борисенко («Чонгар»). Разом з Дмитром загинули у бою військовослужбовці 3-го полку спецпризначення капітан Юрій Бутусов і старший сержант Віталій Федитник. У полон тоді потрапили п'ятеро, з них старшина Сергій Глондар та молодший сержант Олександр Коріньков перебували там 5 років.
20 березня 2015 у Дніпропетровському морзі підтвердили, що одне з тіл загиблих українських військовиків, доставлених з Дебальцевого, належить Дмитру.
Зустрічали тіло Героя 24 березня в Кременці, похорон відбувся 25 березня в рідному селі Білокриниця Кременецького району.
В офіцера залишилися дружина та донька Кіра.

## Вшанування пам'яті
- 20 травня 2016 року на фасаді Тернопільської загальноосвітньої школи № 23 встановили пам'ятну дошку героєві.[1]
- 15 липня 2016 року Президент України Петро Порошенко своїм указом призначив доньці Дмитра Лабуткіна Кірі стипендію[7].
- У квітні 2017 року в Тернопільській ЗОШ № 23 провели турнір із кульової стрільби з пневматичної зброї пам'яті учасника АТО, Народного героя України, капітана 3 рангу, випускника школи Дмитра Лабуткіна[8].
- З 2018 року 16 лютого — в день загибелі Дмитра Лабуткіна — в Україні на державному рівні відзначають День вшанування військового журналіста України[9][10].

## Нагороди
- Орден Богдана Хмельницького III ступеня (27.06.2015, посмертно) — за особисту мужність і високий професіоналізм, виявлені у захисті державного суверенітету та територіальної цілісності України, вірність військовій присязі.[11]
- почесний громадянин Тернопільської області (26 серпня 2022, посмертно)[12];
- Медаль «За сприяння Збройним Силам України» (2018, посмертно)[13]
- Недержавна відзнака Орден «Народний Герой України» (наказ № 18 від 24.07.2016, посмертно)[14]